# Crosbyarachne
Crosbyarachne é um gênero de aranhas da família Linyphiidae descrito em 1937.